# Jeffrey Lang
 (mai 2021).
Pour les articles homonymes, voir Lang.
Jeffrey Lang (né en 1954) est un mathématicien américain et écrivain musulman.

## Biographie
Lang est né dans une famille très catholique à Bridgeport dans le Connecticut. Bien que fréquentant une école catholique, Jeffrey est athée. Mais au début des années 1980, il se convertit à l’islam. Il se marie avec une saoudienne.
Il obtient son MS et son PhD à l’université Purdue, et est professeur au département de mathématiques de l’université du Kansas. Mathématicien, Jeffrey Lang a écrit aussi sur l’islam de nombreux articles et trois livres qui sont des best-sellers aux États-Unis. L’un de ses livres les plus importants est Even Angels ask: a Journey to Islam in America.